# Schöhsee
Der Schöhsee ist ein See in der Holsteinischen Schweiz in Schleswig-Holstein und liegt im Stadtgebiet der Kreisstadt Plön.

## Beschreibung
Das steilscharige, mesotroph-eutrophe Gewässer hat eine Wasserfläche von 0,78 km², eine maximale Tiefe von 29,3 Metern, eine durchschnittliche Tiefe von 10,9 Metern und ein Seevolumen von 8,5 Mio. m³. Der zuflusslose See mit einem 2,3 km² großen Einzugsgebiet hat an seinem östlichen Ende einen 400 Meter langen Abfluss in den Behler See.
Der in einer hügeligen Landschaft gelegene See wird von extensiv bewirtschafteten Grünlandflächen im Norden und Osten, einem Mischwald im Südosten, einer Kleingartenanlage und einem Friedhof am Südufer sowie Privatgärten, einem Anglerverein am Westufer und einem für ungefähr 800 Meter direkt am See verlaufenden Weg begrenzt. Westlich des Friedhofs befindet sich eine große unbewachte Badewiese und eine weitere Badestelle ist im Wald zu finden.
Des Weiteren besitzt er drei kleine, bewaldete Inseln (von Westen nach Osten: Kleiner Warder, Mittelster Warder, Großer Warder).
Der Seewasserstand schwankt zwischen maximal 22,45 Metern über Normalnull im Frühjahr und minimal 22,27  Metern über Normalnull im Spätsommer (Daten von 2001).
Der Schöhsee hat in den Wintermonaten für einige Wasservogelarten regionale Bedeutung, insbesondere für zeitweise bis zu über 2000 Reiherenten. Außerdem ist der See Teil des Jagdgebiets von Seeadlern sowie Brutgebiet von Austernfischern, Haubentauchern, Eisvögeln, Schellenten und vielen anderen Wasservogelarten.
Aufgrund des aus dem relativ kleinen Einzugsgebiet des Gewässers resultierenden niedrigen Nährstoffgehalts, vor allem Stickstoff und Phosphor, und des deshalb begrenzten Algenwachstums ist der Schöhsee mit einer sommerlichen Sichttiefe von über 3,5 Metern einer der klarsten Seen Schleswig-Holsteins.
Das Befahren des Sees mit Motor- und Segelbooten ist grundsätzlich untersagt, während er von Kanus, Ruder- und Paddelbooten mit beim Anglerverein eingeholter Genehmigung befahren werden darf.
Das bis 2007 unter diesem Namen existierende Max-Planck-Institut für Limnologie (seit April 2007 Max-Planck-Institut für Evolutionsbiologie), das am Ufer des Schöhsees liegt, untersuchte unter anderem an diesem das Ökosystem Binnengewässer.
Da der See, der sich derzeit in einem guten ökologischen Zustand, insbesondere im Bereich der Unterwasserfauna und -vegetation befindet und wegen der relativ langen Austauschzeit nur geringfügig regenerationsfähig ist, bedarf er eines strengen Schutzes zur Beibehaltung dieses Zustandes. Eine eventuelle Gefährdung fände nämlich mit einer Intensivierung der Landwirtschaft und dem Einsatz von Düngern auf den Feldern oder in den Gärten statt.